# Jerzy Dzik
Pour les articles homonymes, voir Dzik.
Jerzy Dzik est un paléontologue polonais, né le 25 février 1950. 

## Travaux
Dzik a principalement décrit des espèces d'animaux, vertébrés et invertébrés, trouvés dans des terrains d'âges géologiques variés.
Il a notamment décrit de nombreuses espèces, genres et familles de conodontes, en incluant aussi l'ordre des Ozarkodinida et le clade des Prioniodontida, ou "conodontes complexes" en 1976.
En 2003, il a décrit le genre de dinosauriformes Silesaurus, datant du Trias et trouvé en Pologne.

## Hommages
Le genre de conodontes Dzikodus Zhang, 1998 est un hommage à J. Dzik.

## Publications

### 1975
- (en) Dzik J., 1975a. Spiroboloid millipeds from the Late Cretaceous of the Gobi Desert, Mongolia. Palaeontologia Polonica 33, 17-24.
- (en) Dzik J., 1975b. The origin and early phylogeny of the cheilostomatous Bryozoa. Acta Palaeontologica Polonica 20, 3, 395-423.

### 1976
- (en) Dzik J., 1976. Remarks on the evolution of Ordovician conodonts. Acta Palaeontologica Polonica. 21 (4): 395–458.

### 1978
- (en) Dzik J., 1978a. A myodocopid ostracode with preserved appendages from the Upper Jurassic of the Volga River Region (USSR). Neues Jahrbuch für Geologie und Paläontologie, Monatshefte 1978, 7, 393-399.
- (en) Dzik J., 1978b. Larval development of hyolithids. Lethaia 11, 3, 293-299.
- (en) Dzik J., 1978c. Conodont biostratigraphy and paleogeographical relations of the Ordovician Mójcza Limestone (Holy Cross Mts., Poland). Acta Palaeontologica Polonica 23, 1, 51-72.
- (en) Dzik J., & Jażdżewski, K. 1978. The euphausiid species of the Antarctic region. Polskie Archiwum Hydrobiologii 25, 3, 589-605.
- (en) Jażdżewski K., Dzik J., Porębski J., Rakusa-Suszczewski S., Witek Z., & Wolnomiejski N., 1978. Biological and populational studies on krill near South Shetland Islands, Scotia Sea and South Georgia in the summer 1976. Polskie Archiwum Hydrobiologii 25, 3, 607-631.

### 1979
- (en) Dzik J., 1979. Some terebratulid populations from the Lower Kimmeridgian of Poland and their relations to the biotic environment. Acta Palaeontologica Polonica 24, 4, 473-492.
- (en) Pisera A. & Dzik J., 1979. Tithonian crinoids from Rogoźnik (Pieniny Klippen Belt, Poland) and their evolutionary relationships. Eclogae geologicae Helvetiae 72, 3, 805-849.

### 1980
- (en) Dzik J., 1980a. Isolated mandibles of early Palaeozoic phyllocarid Crustacea. Neues Jahrbuch für Geologie und Paläontologie, Monatshefte 1980, 2, 87-106.
- (en) Dzik J., 1980b. Ontogeny of Bactrotheca and related hyoliths. Geologiska Föreningen i Stockholm Förhandlingar 102, 3, 223-233.
- (en) Dzik J., & Trammer, J. 1980. Gradual evolution of conodontophorids in the Polish Triassic. Acta Palaeontologica Polonica 25, 1, 55-89.

### 1981
- (en) Dzik J., 1981b. An Early Triassic millipede from Siberia and its evolutionary significance. Neues Jahrbuch für Geologie und Paläontologie, Monatshefte 1981, 7, 395-404.
- (en) Dzik J., 1981c. Evolutionary relationships of Early Palaeozoic 'cyclostomatous' Bryozoa. Palaeontology 24, 4, 827-861.
- (en) Dzik J., 1981d. Origin of the Cephalopoda. Acta Palaeontologica Polonica 26, 2, 161-191.
- (en) Dzik. J, 1981e. Larval development, musculature, and relationships of Sinuitopsis and related Baltic bellerophonts. Norsk Geologisk Tidsskrift 61, 111-121.

### 1983
- (en) Dzik J., 1983a. Larval development and relationships of Mimospira - a presumably hyperstrophic Ordovician gastropod. Geologiska Föreningen i Stockholm Förhandlingar 104, 3, 231-239.
- (en) Dzik J., 1983b. Relationships between Baltic and North American Midcontinent Ordovician conodont faunas. Fossils and Strata 15, 59-85.
- (en) Dzik J., 1983c. Early Ordovician conodont biogeography of the central Europe. Geological Society of America, Abstracts with Programs 15, 208, 13214.

### 1984
- (en) Dzik J., 1984a. Phylogeny of the Nautiloidea. Palaeontologia Polonica 45, 1-255.
- (en) Dzik J., 1984b. Early Ordovician conodonts from the Barrandian and Bohemian-Baltic faunal relationships. Acta Palaeontologica Polonica 28, 3, 327-368.

### 1985
- (en) Dzik J., 1985. Typologic versus population concepts of chronospecies: implications for ammonite biostratigraphy. Acta Palaeontologica Polonica 30, 1/2, 71-92.

### 1986
- (en) Dzik J., 1986a. Uncalcified cephalopod jaws from the Middle Jurassic of Poland. Neues Jahrbuch für Geologie und Paläontologie, Monatshefte 1986, 7, 405-417.
- (en) Dzik J., 1986b. Turrilepadida and other Machaeridia. In: A. Hoffman & M.H. Nitecki (eds) Problematic Fossil Taxa, 116-134. Oxford University Press, New York.
- (en) Dzik J., 1986c. Chordate affinities of the conodonts. In: A. Hoffman & M.H. Nitecki (eds) Problematic Fossil Taxa, 240-254. Oxford University Press, New York.
- (en) Wake D.B., Connor E.F., de Ricqles A.J., Dzik J., Fisher D.C., Gould S.J., LaBarbera M.C., Meeter D.A., Mosbrugger V., Reif W.E., Rieger R.M., Seilacher A. & Wagner G.P., 1986. Directions in the history of life. In: D. Raup & D. Jablonski (eds) Patterns and Processes in the History of Life, 47-67. Dahlem Konferenzen. Springer Verlag, Berlin.
- (en) Dzik J., & Drygant, D. 1986. The apparatus of panderodontid conodonts. Lethaia 19, 2, 133-141.
- (en) Dzik J., 1987. Population variability of Paleozoic nautiloids: a reply to Turek & Marek (1986). Paläontologische Zeitschrift 61, 3/4, 223-227.

### 1988
- (en) Dzik J., & Lendzion, K. 1988. The oldest arthropods of the East European Platform. Lethaia 21, 1, 29-38.

### 1989
- (en) Dzik J., & Krumbiegel, G. 1989. The oldest 'onychophoran' Xenusion: a link connecting phyla? Lethaia 22, 2, 169-181.

### 1990
- (en) Dzik J., 1990a. The concept of chronospecies in ammonites. In: Pallini, G. et al. (eds.) Atti del secondo convegno internazionale Fossili Evoluzione Ambiente, Pergola 25-30 ottobre 1987, 273-289. Pergola PS.
- (en) Dzik J., 1990b. Conodont evolution in high latitudes of the Ordovician. Courier Forschungsinstitut Senckenberg 117, 1-28.

### 1991
- (en) Dzik J., 1991a. Is fossil evidence consistent with traditional views of the early Metazoan phylogeny? In: S. Conway Morris & A. Simonetta (eds) The Early Evolution of Metazoa and Significance of Problematic Taxa. 47-56. Cambridge University Press.
- (en) Dzik J., 1991b. Ammonite Acrochordiceras in the Middle Triassic of Silesia. Acta Palaeontologica Polonica 35, 1-2, 46-65.
- (en) Dzik J., 1991c. Possible solitary bryozoan ancestors from the early Palaeozoic and the affinities of the Tentaculita. In: F.P. Bigey & J.-L. d'Hondt (eds) Bryozoaires actuels et fossiles: Bryozoa Living and Fossil. Societe des Sciences Naturelles de l'Ouest de la France, Memoire hors serie 1, 121-131.
- (en) Dzik J., 1991d. Features of the fossil record of evolution. Acta Palaeontologica Polonica 36, 2, 91-113.
- (en) Dzik J., 1991e. Evolution of oral apparatuses in conodont chordates. Acta Palaeontologica Polonica 36, 3, 265-323.

### 1992
- (en) Dzik J., 1992b. Early astogeny and relationships of the Ordovician rhabdomesid bryozoans. Acta Palaeontologica Polonica 37, 1, 37-54.
- (en) Dzik J., & Korn D., 1992. Devonian ancestors of Nautilus. Paläontologische Zeitschrift 66, 1/2, 81-98.

### 1993
- (en) Dzik J., 1993. Early metazoan evolution and the meaning of its fossil record. Evolutionary Biology 27, 339-386.
- (en) Dzik. J. & Orłowski S., 1993. The late Cambrian eocrinoid Cambrocrinus. Acta Palaeontologica Polonica 38, 1/2, 21-34.

### 1994
- (en) Dzik J., 1994a Conodonts of the Mójcza Limestone. In: J. Dzik, E. Olempska, & A. Pisera. Ordovician carbonate platform of the Holy Cross Mountains. Palaeontologia Polonica 53, 43-128.
- (en) Dzik J., 1994b. Machaeridia, chitons, and conchiferan molluscs of the Mojcza Limestone. In J. Dzik, E. Olempska, & A. Pisera. Ordovician carbonate platform of the Holy Cross Mountains. Palaeontologia Polonica 53, 213-252.
- (en) Dzik J., 1994c. Bryozoa of the Mojcza Limestone. In: J. Dzik, E. Olempska, & A. Pisera. Ordovician carbonate platform of the Holy Cross Mountains. Palaeontologia Polonica 53, 253-282.
- (en) Dzik J., 1994d. Evolution of 'small shelly fossils' assemblages of the early Paleozoic. Acta Palaeontologica Polonica 38, 3, 247-313.
- (en) Dzik J., & Pisera, A. 1994. The Mójcza Limestone and its sedimentation. In: J. Dzik, E. Olempska, & A. Pisera. Ordovician carbonate platform ecosystem of the Holy Cross Mountains. Palaeontologia Polonica 53, 5-41.

### 1995
- (en) Dzik J., & Kiseliev, G. 1995. The Baltic nautiloids Cyrtoceras ellipticum Lossen 1860, C. priscum Eichwald 1840, and Orthoceras damesi Krause 1870. Paläontologische Zeitschrift 69, 59-69.
- (en) Dzik. J. 1995. Range-based biostratigraphy and evolutionary geochronology. Paleopelagos Special Publication 1, 121-128.
- (en) Dzik. J., 1995. Sexual dimorphism in the virgatitid ammonites. Paleopelagos Special Publication 1, 129-141.
- (en) Dzik J., & Orłowski, S. 1995. Primitive ctenocystoid echinoderm from the earliest Middle Cambrian of Poland. Annales de Paléontologie 81, 17-35.
- Chen, J.y., Dzik J., Edgecombe, G.D., Ramsköld, L., & Zhou, G.-q. 1995. A possible Early Cambrian chordate. Nature 377, 720-722.
- (en) Dzik J., 1995. Yunnanozoon and the ancestry of chordates. Acta Palaeontologica Polonica 40, 341-360.

### 1997
- (en) Dzik J., 1997. Emergence and succession of Carboniferous conodont and ammonoid communities in the Polish part of the Variscan sea. Acta Palaeontologica Polonica 42, 57-170.
- (en) Dzik J., Zhao Yuanlong & Zhu Maoyan, 1997. Mode of life of the Middle Cambrian eldonioid lophophorate Rotadiscus. Palaeontology 40, 385-396.

### 1998
- (en) Dzik J., 1998b. Organic membraneous skeleton in the Vendian Petalonamae from Namibia. Geological Society of America Abstracts with Program, North-Central Section (No. 9771), 15.
- Dzik J. 1998c. Conodont record of the Late Ordovician glaciations of Gondwana. Geological Society of America Abstracts with Program, North-Central Section (No. 1434), 15.

### 1999
- (en) Dzik J., 1999a Relationship between rates of speciation and phyletic evolution: Stratophenetic data on pelagic conodont chordates and benthic ostracods. Geobios 32, 205-221.
- (en) Dzik J., 1999d. The Ordovician of the Holy Cross Mountains. Excursion 1, day 1, stop 1: Mójcza. Excursion 1, day 1, stop 2: Zalesie Nowe. Excursion 1, day 2, stop 4: Międzygórz. In: J. Dzik, U. Lindemann, & T. Heuse (eds) International Symposium on the Ordovician System, ISOS Prague 1999, Pre-Conference Fieldtrip. Excursion Guide Poland and Germany 3-13, 18-23.
- (en) Dzik J., 1999e. Organic membranous skeleton of the Precambrian metazoans from Namibia. Geology 27, 519-522.
- (en) Dzik J., 1999f. Evolutionary origin of asymmetry in early metazoan animals. In: G. Palyi, C. Zucchi, & L. Caglioti (eds) Advances in Biochirality 153-190. Elsevier Science S.A.
- (en) Dzik J., 1999g. Evolution of the Late Ordovician high-latitude conodonts and dating of Gondwana glaciations. Bolletino della Societa Paleontologica Italiana 37, 237-253.
- (en) Simonetta A.M., Pucci A. & Dzik J., 1999. Hypotheses on the origin and early evolution of chordates in the light of recent zoological and palaeontological evidence. Italian Journal of Zoology 66, 99-119.
- (en) Dzik J., & Ivantsov, A. Y. 1999. An asymmetric segmented organism from the Vendian of Russia and the status of the Dipleurozoa. Historical Biology 13, 255-268.

### 2000
- (en) Dzik J., 2000. The origin of the mineral skeleton in chordates. Evolutionary Biology 31, 105-154.
- (en) Dzik J., Sulej T., Kaim A. & Niedźwiedzki R., 2000. Late Triassic graveyard of large Triassic tetrapods in the Opole Silesia. Przegląd Geologiczny 48, 226-235.

### 2001
- (en) Dzik J., 2001. A new Paleorhinus fauna in the early Late Triassic of Poland. Journal of Vertebrate Paleontology 21, 625-627.
- (en) Dzik J., & Gaździcki, A. 2001. The Eocene expansion of nautilids to high latitudes. Palaeogeography, Palaeoclimatology, Palaeoecology 172, 297-312.

### 2002
- (en) Dzik J., 2002. Early diversification of organisms in the fossil record. In: G. Palyi, C. Zucchi, & L. Caglioti (eds) Fundamentals of Life 219-248. Elsevier Science S.A., Paris.
- (en) Dzik J., 2002. Possible ctenophoran affinities of the Precambrian “sea-pen” Rangea. Journal of Morphology 252, 315-334
- (en) Dzik J., Ivantsov, A.Yu. 2002. Internal anatomy of a new Precambrian dickinsoniid dipleurozoan from northern Russia. Neues Jahrbuch für Geologie und Paläontologie, Monatshefte
- (en) Dzik J., 2002. Emergence and collapse of the Frasnian conodont and ammonoid communities in the Holy Cross Mountains, Poland. Acta Palaeontologica Polonica 47, 565-650.

### 2003
- (en) Dzik J., 2003. Early Cambrian lobopodian sclerites and associated fossils from Kazakhstan. Palaeontology 46, 1-20.
- (en) Dzik J., 2003. Anatomical information content in the Ediacaran fossils and their possible zoological affinities. Integrative and Comparative Biology 43, 114-126
- (en) Dzik J., 2003. A beaked herbivorous archosaur with dinosaur affinities from the early Late Triassic of Poland. Journal of Vertebrate Paleontology 23, 556-574

### 2004
- (en) Dzik J., 2004. Anatomy and relationships of the Early Cambrian worm Myoscolex. Zoologica Scripta 32, 56-69.

### 2005
- (en) Dzik J., Ivantsov A.Yu., & Deulin Y.V., 2005. Oldest shrimp and associated phyllocarid from the Lower Devonian of northern Russia. Zoological Journal of the Linnean Society 142, 83-90.
- (en) Dzik J., 2005a. The chronophyletic approach: stratophenetics facing an incomplete fossil record. Special Papers in Palaeontology 73, 159-183.
- (en) Dzik J., 2005b. Behavioral and anatomical unity of the earliest burrowing animals and the cause of the ‘Cambrian explosion’. Paleobiology 31, 507-525.

### 2006
- (en) Rolfe W.D.I. & Dzik J., 2006. Angustidontus, a Late Devonian pelagic predatory crustacean. Transactions of the Royal Society of Edinburgh: Earth Sciences 97, 75-96.

### 2007
- (en) Dzik J., 2007. The Verdun Syndrome: Simultaneous origin of protective armor and infaunal shelters at the Precambrian-Cambrian transition. In: P. Vickers-Rich & P. Komarower (eds) The Rise and Fall of the Ediacaran Biota. Geological Society, London, Special Publications 286, 405-414.
- (en) Dzik J., & Sulej, T. 2007. A review of the early Late Triassic Krasiejów biota from Silesia, Poland. Palaeontologia Polonica 64, 3-27.

### 2008
- (en) Dzik J., 2008. Taphonomy and anatomy of the Ediacarans. Geophysical Research Abstracts, Vol. 10, EGU2008-A-01357, 2008.
- (en) Dzik J., 2008. Evolution of morphogenesis in 360 million year old conodont chordates calibrated in days. Evolution and Development 10, 769-777.
- (en) Servais T. (co-ordinator), Dzik J., Fatka O. Heuse T., Vecoli M. & Verniers J., 2008. Ordovician. In T. McCann (ed.) The Geology of Central Europe. Volume 1. Precambrian and Palaeozoic. 203-248. The Geological Society, London.
- (en) Dzik J., Sulej T. & Niedźwiedzki G., 2008. A dicynodont-theropod association in the latest Triassic of Poland. Acta Palaeontologica Polonica 53, 733-738.
- (en) Dzik J., 2008. Gill structure and relationships of the Triassic cycloid crustaceans. Journal of Morphology 269, 1501-1519.

### 2009
- (en) Dzik J., 2009. Conodont affinity of the enigmatic Carboniferous chordate Conopiscius. Lethaia 42, 31-38.

### 2010
- (en) Dzik J., 2010. Brachiopod identity of the alleged Late Cambrian monoplacophoran ancestors of cephalopods. Malacologia 52, 97-113.
- (en) Piechowski R. & Dzik J., 2010. The axial skeleton of Silesaurus opolensis. Journal of Vertebrate Paleontology 30, 1127-1141.
- (en) Dzik J., Sulej T., Niedzwiedzki G. & Malakhov D.V., 2010. Possible link connecting reptilian scales with avian feathers from the early Late Jurassic of Kazakhstan. Historical Biology 22, 394-402.

### 2011
- (en) Dzik J., 2011. The xenusian-to-anomalocaridid transition within the lobopodians. Bolletino della Società Paleontologica Italiana 50, 65-74.
- (en) Skawina, A. & Dzik J., 2011. Umbonal musculature and relationships of the Late Triassic filibranch unionoid bivalves. Zoological Journal of the Linnean Society 163, 863-883.
- (en) Dzik J., 2011. Possible Ediacaran ancestry of the halkieriids. Palaeontographica Canadiana 31, 205-217.

### 2016
- (en) Dzik J., & Moskalenko T.A., 2016. Problematic scale-like fossils from the Ordovician of Siberia with possible affinities to vertebrates. Neues Jahrbuch für Geologie und Paläontologie - Abhandlungen, 279(3), pages 251–260, DOI 10.1127/njgpa/2016/0553.